# Leopold Sever
Leopold Sever, slovenski pedagog in publicist * 3. januar 1939 Ljubljana - u. 8. september 2019.
Leopold Sever se je rodil 3. januarja 1939 v Ljubljani. Poučeval je biologijo, kemijo, telovadbo, fiziko, tehnični pouk in srbohrvaščino. S prvimi plačami je nakupil flavte za orkester in učil učence igrati, da so lahko nastopali na proslavah. Bil je častni občan občine Ivančna Gorica in Žužemberk.
Leta 2002 se je po 41 letih dela v šoli upokojil. Od takrat je redno objavljal članke in knjige. Knjige je izdajal v samozaložbi.
Umrl je dne 8. 9. 2019 v Malih Lipljenah. Pokopan je na škocjanskem pokopališču.

## Seznam knjig
- Pisani plamenčki, otroška knjiga o uporabni kemiji.
- Iskal sem prednamce: dokazi in razmišljanja o starožitnosti Slovencev na dolenjskem zahodu (samozaložba 2003) je nastala po nadaljevanjih, ki jih je objavljal v občinskem glasilu Klasje;
- Pozabljene vode: Mali vodni viri v občini Ivančna Gorica nekoč in danes (Ivančna Gorica: Turistično društvo 2004);
- Vesele zgodbe z dolenjskih gričev: oseminosemdeset vedrih dogodivščin iz našega življenja (Ivančna Gorica: Turistično društvo 2006);
- Dosežki in presežki: 99 + 1 rekord iz vsakdanjega življenja prebivalcev občine Ivančna gorica (Ivančna Gorica: Turistično društvo 2007);
- Prazgodovinski svatje in mi: kultura staroveških gradiščarjev jasno odseva tudi v naš čas (Ivančna Gorica: Turistično društvo 2009);
- Zgodovinske, etnološke in naravne zanimivosti na Škocjanskem (Škocjan: krajevna skupnost in kulturno društvo 2009).